# Marpissa tikaderi
Marpissa tikaderi là một loài nhện trong họ Salticidae.
Loài này thuộc chi Marpissa. Marpissa tikaderi được Biswamoy Biswas miêu tả năm 1984.